# استديو جونزو
جونزو (باليابانية 株式会社ゴンゾ, Kabushiki Kaisha) هو إستديو أنمي في اليابان تمتلكها مجموعة GDH و في يونيو 2006 وقعت معها العديد من الاتفاقات مع التعامل مع التلفزيون أنمي Animax
لتبث جميع أعمال أنمي التي حققتها جونزو، عبر كل الشبكات في جميع أنحاء العالم وبما فيه اليابان,أميركا, و شبه القارة الهندية و مؤخرا في نوفمبر 2007 تم بثها في أفريقيا.

## أحداث
- شتنبر 1992: GONZO Inc. أعترف بها قانونيا من طرف جايناكس أعضاء.[2][3][4]
- ماي 1996: Digimation K.K. أعترف بها قانونيا.
- ماي 1999: GONZO Inc. غيرك اسم الشركة إلى GONZO K.K.
- فبراير 2000: GDH أعترف بها قانونيا.
- ماي 2000: Creators.com K.K. أعترف بها قانونيا.
- أبريل 2002: GONZO K.K. و Digimation K.K. دمجت; تمت إعادة تسميت شركة مشتركة GONZO DIGIMATION K.K.
- نونبر 2003: Future Vision Music K.K. أعترف بها قانونيا.
- يوليوز 2004: Gonzo Dijimation K.K. غيرت أسمها إلى GONZO K.K.; Creators.com K.K. غيرت إسمها إلى G-creators K.K.; GONZO DIGIMATION HOLDING غيرت اسم الشركة إلى GDH K.K.
- يوليوز 2005: GONZINO K.K. أعترف بها قانونيا.
- شتنبر 2005: Warp Gate Online K.K. أصبحت شركة فرعية.
- دجنبر 2005: GDH CAPITAL K.K. أعترف بها و Warp Gate Online K.K. غيرت اسم الشركة GONZO Rosso Online K.K.
- فبراير 2006: GK Entertainment أعترف بها قانونيا.
- أبريل 2009: GDH K.K. دمجت مع شركتها الفرعية, GONZO K.K., و غيرت إسمها إلى GONZO K.K.

## أعمال الأستوديو

### مسلسلات أنمي تلفزيونية

#### 2000
- حافضوا بوابة
- فاندريد

#### 2001
- فتاة ساموراي
- فاينال فانتسي
- أنشودة الجحيم
- فاندريد الطابق الثاني

#### 2002
- فل ميتيل بينيك!
- باداليان
- ماستر تاي
- حافظوا البوابة 21
- سايكانو
- كيدي غرايد
- غرافيون

#### 2003
- ديجي غيرل بوب
- نجمة كاليدو
- أخر إغتراب
- غاض غارد
- صانع السلام
- مؤقت حرب صليبية
- هاجيكي

#### 2004
- غرافيون زوي
- غانتز
- الملاك المنفجر
- ساموراي 7
- غلام صحراء
- غانكوتسويو

#### 2005
- باسيليسك
- رسام بياني السريع
- دم ثالوث
- تارنسفورمرز: سايبرترون
- ج.آي جو: سيغما 6
- دينشا اوتوكو
- سولتي راي
- بلاك كات

#### 2006
- أسطول الزجاج
- سيف الساحرة
- أهلا بك في ال إن.إتش.إن
- الحديقة الحمراء
- بامبكين سيزرز
- هلسينغ

#### 2007
- آفرو ساموراي
- غيتسومينتو هيكي مينا
- ملام منفجر: لا ينتهي
- روميو × جولييت
- بوكورانو
- كازي نو ستيغما
- عروسي هي خادمتي
- دراغونوت

#### 2008
- روزاريو + مصاص دماء
- أيغس أف يوروك
- إس . أي: أي الخاص
- بلاسريتر
- قتلة ساحرات
- روزاريو + مصاص دماء جزء ثاني

#### 2009
- بناية درواغا: سيف يوروك
- ساكي
- شانغري لا

#### 2011
- نيانباير
- الهجرة الأخيرة: فام، الجناح الفضي

#### 2012
- أوزوما

#### 2013
- لفاياتان الدفاع أخير[5]
- كلب و مقصات
- مدينة التي تعيش فيها![6]

#### 2014
- سيف و روح

#### 2015
- حياة سيو!

#### 2016
- أو نو كاناتا نو أربعة إيقاعات

#### 2017
- رحلة أكيبا
- 18إف

#### 2019
- تراي نايتس

### أوفا أنمي
- الغواصة الزرقاء السادسة
- جيت كيبرز 21
- يوكيكازي

### أفلام أنمي
- أغيتو ذو الشعر الفضي